# آروید آندرسون (وزنه‌بردار)
آروید آندرسون (سوئدی: Arvid Andersson؛ ۱۹ مه ۱۹۱۹ – ۲۰ سپتامبر ۲۰۱۱) وزنه‌بردار اهل سوئد بود.
وی در مسابقات کشوری و بین‌المللی در مجموع برندهٔ ۳ مدال طلا، ۱ مدال برنز شده‌است.